# Joe Morello
Joe Morello (Springfield, 17 de julho de 1928 — Nova Jersey, 12 de março de 2011) foi um baterista de jazz americano, mais conhecido por sua participação no The Dave Brubeck Quartet. Ele é frequentemente referenciado por tocar em compassos incomuns.

## Biografia
Morello sofria de deficiência visual desde nascença, e sempre se dedicou às atividades internas. Aos seis anos começou a estudar violino, e após três anos já estava atuando como solista com a Orquestra Sinfônica de Boston tocando o Concerto para violino de Mendelssohn. Aos quinze anos ele se encontrou com o violinista Jascha Heifetz e decidiu que nunca poderia se igualar ao som dele, passando então tocar bateria. Começou estudando com Joe Sefcik e então com George Lawrence Stone. Stone se impressionou tanto com as ideias de Morello que as incorporou num dos seus livros, Accents & Rebounds, dedicado a Joe. Posteriormente, Morello estudou com o percussionista Billy Gladstone.
Após se mudar para Nova Iorque, Morello trabalhou com diversos músicos de jazz famosos, incluindo Johnny Smith, Tal Farlow, Stan Kenton, Phil Woods, Sal Salvador, Marian McPartland, Jay McShann, Art Pepper, Howard McGhee, entre outros. Após um período tocando com o trio de McPartland, rejeitou propostas tanto de Benny Goodman quanto de Tommy Dorsey, a fim de participar temporariamente numa turnê de dois meses com o The Dave Brubeck Quartet, em 1955. Entretanto, Morello permaneceu com o grupo por mais de uma década, deixando-os somente em 1968. Joe apareceu em diversas apresentações de Dave, sendo creditado em mais de sessenta álbuns. Sua canção mais famosa é provavelmente "Take Five", do álbum de 1959 Time Out.
Morello faleceu em 12 de março de 2011, aos 82 anos de idade.